# Noah Söderberg
Noah Alexander Söderberg (Borås, 21 agosto 2001) è un calciatore svedese, centrocampista dell'Öster.

## Carriera
Cresciuto nel settore giovanile dell'Elfsborg, debutta in prima squadra l'8 maggio 2021, disputando i minuti finali dell'incontro di Allsvenskan pareggiato per 2-2 contro il Kalmar. Nel corso di questa sua prima stagione tra i professionisti gioca in totale sei partite nella prima divisione svedese, due partite in Coppa di Svezia e due partite nei turni preliminari di Conference League. Realizza la sua prima rete con la squadra e in campionato (e più in generale in competizioni professionistiche) il 17 aprile 2022, in occasione dell'incontro vinto per 4-1 contro l'IFK Värnamo. Nel 2022 oltre a collezionare un'ulteriore presenza nei turni preliminari di Europa Conference League segna tre gol in 24 partite in campionato. Nell'Allsvenskan 2023 invece le reti sono due in 21 partite, 7 delle quali iniziate da titolare.
Söderberg inizia anche la stagione 2024 con l'Elfsborg, ma intorno a metà anno, dopo aver disputato 10 partite di campionato, di cui 4 dal primo minuto, ad agosto viene ceduto in prestito all'Halmstad fino a fine stagione per trovare maggiore spazio. Nei tre mesi successivi con il nuovo club viene utilizzato in 7 gare di campionato, partendo titolare in 4 occasioni.
Il 5 marzo 2025, poco prima dell'inizio del campionato, è stato acquistato dall'Öster, squadra neopromossa in Allsvenskan, firmando un contratto valido fino al 2027.

## Statistiche

### Presenze e reti nei club
Statistiche aggiornate al 6 novembre 2022.
| Stagione        | Squadra         | Campionato      | Campionato | Campionato | Coppe nazionali | Coppe nazionali | Coppe nazionali | Coppe continentali | Coppe continentali | Coppe continentali | Altre coppe | Altre coppe | Altre coppe | Totale | Totale |
| Stagione        | Squadra         | Comp            | Pres       | Reti       | Comp            | Pres            | Reti            | Comp               | Pres               | Reti               | Comp        | Pres        | Reti        | Pres   | Reti   |
| --------------- | --------------- | --------------- | ---------- | ---------- | --------------- | --------------- | --------------- | ------------------ | ------------------ | ------------------ | ----------- | ----------- | ----------- | ------ | ------ |
| 2021            | Elfsborg        | A               | 6          | 0          | CS+CS           | 1+1             | 0               | UECL               | 2                  | 0                  |             | -           | -           | 10     | 0      |
| 2022            | Elfsborg        | A               | 24         | 3          | CS+CS           | 4+1             | 0               | UECL               | 1                  | 0                  |             | -           | -           | 30     | 3      |
| Totale Elfsborg | Totale Elfsborg | Totale Elfsborg | 30         | 3          |                 | 7               | 0               |                    | 3                  | 0                  |             | -           | -           | 40     | 3      |
| Totale carriera | Totale carriera | Totale carriera | 30         | 3          |                 | 7               | 0               |                    | 3                  | 0                  |             | -           | -           | 40     | 3      |